# Grevillea diffusa
Grevillea diffusa là một loài thực vật có hoa trong họ Quắn hoa. Loài này được Sieber ex Spreng. miêu tả khoa học đầu tiên năm 1827.